# Jay Smith (musikalbum)
Jay Smith är Jay Smiths första soloalbum från 2010 . Det är ett coveralbum med de bästa låtarna från Smiths framföranden i Idol 2010 samt med vinnarlåten "Dreaming People".

## Låtlista
1. Dreaming People (vinnarlåten)
2. Like a Prayer (Madonna) cover
3. Rocks (Primal Scream) cover
4. Enter Sandman (Metallica) cover
5. Against All Odds (Take a Look at Me Now) (Phil Collins) cover
6. White Wedding (Billy Idol) cover
7. I Want It That Way (Backstreet Boys) cover
8. Bad Romance (Lady Gaga) cover
9. Wherever You Will Go (The Calling) cover
10. Here Without You (3 Doors Down) cover
11. Black Jesus (Everlast) cover
12. Heart-Shaped Box (Nirvana) cover
13. Never Ever (Bonuslåt) (All Saints) cover

## Listplaceringar
| Lista (2010-2011) | Position |
| ----------------- | -------- |
| Sverige           | 1        |

### Fotnoter
1. ↑  Information i Svensk mediedatabas.
2. ↑  Listplacering